# Pingshun
Pingshun är ett härad som lyder under Changzhis stad på prefekturnivå i Shanxi-provinsen i norra Kina.